# Koagma
Koagma est une commune rurale située dans le département de Saponé de la province du Bazèga dans la région du Centre-Sud au Burkina Faso.

## Géographie
Le village de Koagma est situé à 1 km à l'Ouest de la route nationale 6 et à 3 km au Sud-Est de Saponé.

## Santé et éducation
Le centre de soins le plus proche de Koagma est le centre médical de Saponé.